# Cingalesa strigicosta
Cingalesa strigicosta är en fjärilsart som beskrevs av George Francis Hampson 1893. Cingalesa strigicosta ingår i släktet Cingalesa och familjen nattflyn. Inga underarter finns listade i Catalogue of Life.